# OSAKA MORNING VIEW
『OSAKA MORNING VIEW』（オオサカ・モーニング・ビュー）はFM OSAKAで2012年4月3日から2015年9月30日まで放送されていたラジオ番組である。

## 概要
『PEACE!』の後継番組として2012年4月3日からスタート。月-木の自社制作生番組としては一日の最初に位置する。
開始から2年は前番組と同じ8:20-11:00の放送だった。2014年4月1日より『中西哲生のクロノス』の6時台のネットを終了し、本番組の放送開始を6時に前倒しすると同時にパーソナリティに落水七重が加入して2人体制になったが1年で解消し、その後最終回までは再び鈴木が単独でパーソナリティを担当していた。

2015年9月30日をもって本番組は終了し、鈴木は新番組の『MUSIC+FRIDAY』へ移行。次番組は『GOOD MORNING OSAKA』。

## 出演者
パーソナリティ
- 鈴木しょう治

リポーター
- 高橋尚子（2013年4月 - ）※元陸上競技選手とは同姓同名の別人。

パーソナリティ(『中西哲生のクロノス』全国ネットパート)
- 中西哲生
- 高橋万里恵

### 過去の出演者
- 沢井美空（月曜リポーター、2013年5月 - 2013年3月）
- 落水七重（ツインパーソナリティ 2014年4月 - 2015年3月）

## 主なコーナー
☆(6:30 - 6:44、6:55 - 7:30、7:40 - 7:45、8:00 - 8:18)はTOKYO FM発の全国ネット
- 6:30☆ LOVE & HOPE 〜ヒューマン・ケア・プロジェクト〜
- 6:40☆ コスモアースコンシャスアクト ずっと地球で暮らそう。
- 6:53 TRAFFIC REPORT
- 6:55☆ MY OLYMPIC
- 7:00☆ Wake Up News
- 7:06☆ Weather Guide
- 7:10☆ リポビタンD TREND EYES
- 7:19☆ ジブラルタ生命 ありがとう、先生！(月・水・金)/KUMON 笑顔100点満点♪（火・木）
- 7:20☆ 追跡
- 7:40☆ NOEVIR Song of Life
- 8:00☆ SUZUKI Breakfast News
- 8:09☆ ルートインホテルズ 今日のキーワード
- 8:10☆ Honda Smile Mission
- 8:50 ジョージアモーニングキャスト
- 9:05 りょうき歯科クリニック デリシャスマイル（月）
- 10:26 851ラジオショッピング